# Burg Leibertingen
Die Burg Leibertingen, auch Leibertinger Ortsburg oder Bei der Burg genannt, ist eine abgegangene Turmhügelburg (Motte) in der Gemeinde Leibertingen im Landkreis Sigmaringen in Baden-Württemberg.

## Geographische Lage
Die Ortsburg befindet sich in Leibertingen auf dem Grundstück hinter dem Gasthaus „Zur Burg“ am Rande einer flachen Niederung. Der Name „Zur Burg“ gilt nicht der Burg Wildenstein, sondern der ehemaligen Ortsburg von Leibertingen.

## Geschichte
Die Burg wurde vermutlich im 11. Jahrhundert erbaut und könnte die Vorgängeranlage der ab 1100 errichteten Wildensteiner Burgen gewesen sein. Möglich aber auch als spätere Ortsburg des 1231 genannten niederadligen Geschlechts von Leibertingen. Aufgrund von Keramikfunden konnte nachgewiesen werden, dass die Burg noch im 13. Jahrhundert bewohnt war.

## Beschreibung
Von der ehemaligen Mottenanlage  erhielt sich nur ein kreisrunder, etwa drei bis vier Meter hoher Burghügel mit einem Durchmesser von 25 Metern. Dieser wurde 1973 bis 1975 durch Bauarbeiten in wesentlichen Teilen zerstört.